# 鼻骨
鼻骨（英語：nasal bone）是一對細小的長方形骨，在臉的中上部接合形成鼻樑的一部份，而鼻下面的較大部份是由軟骨所組成。

## 圖片

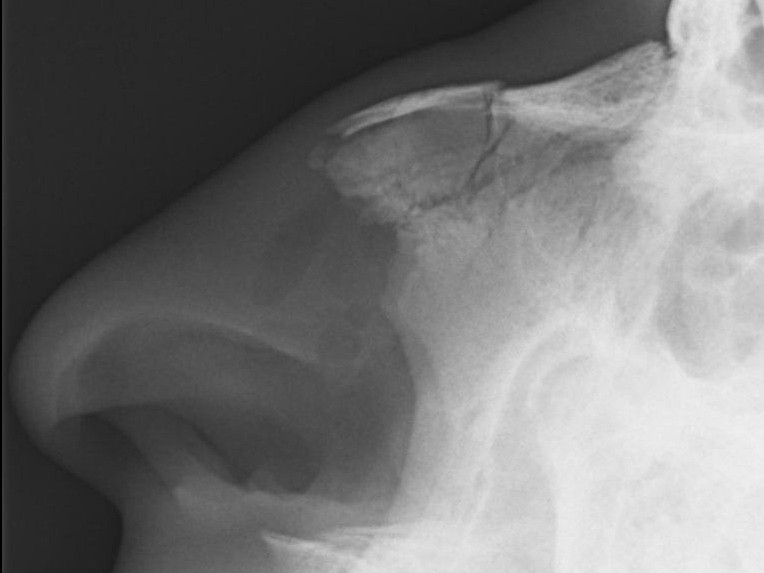
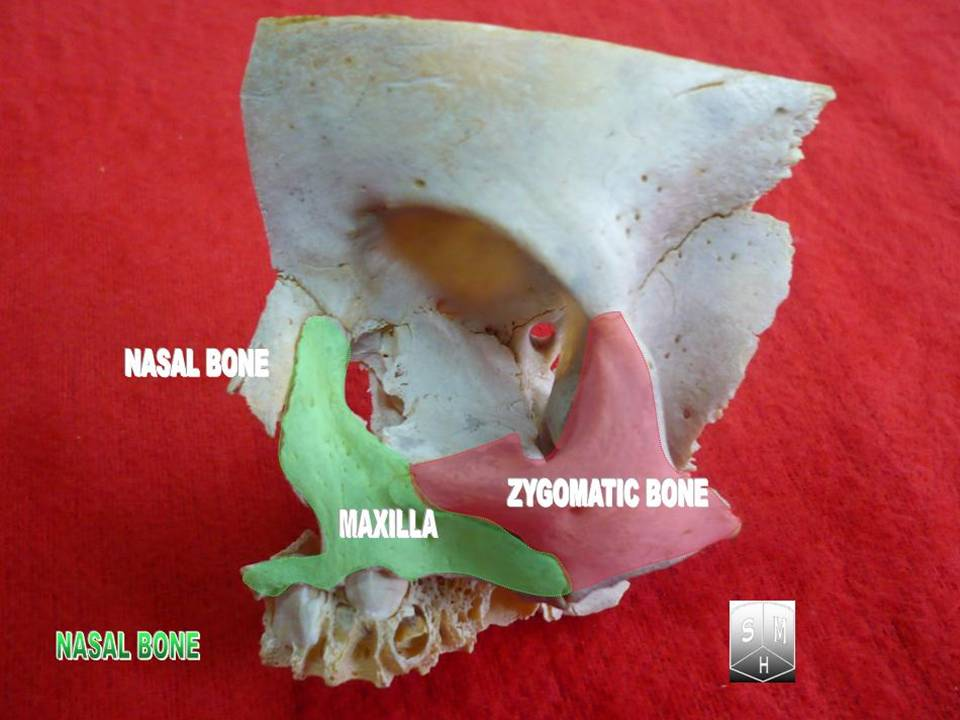
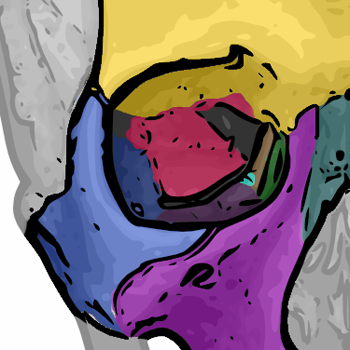
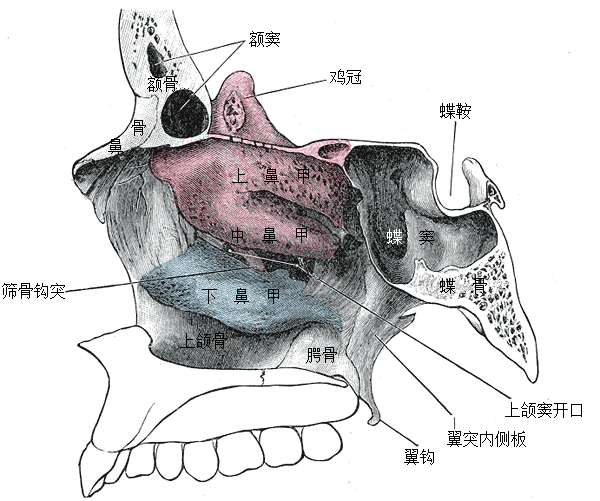
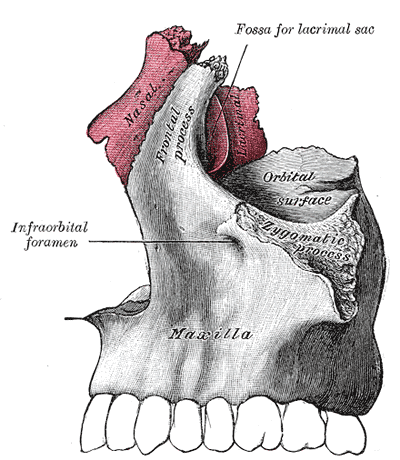
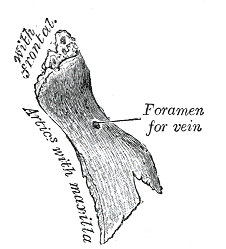
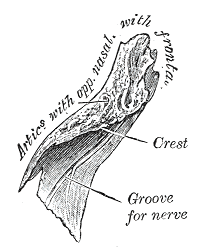
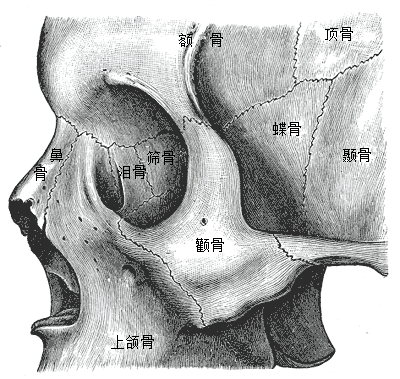
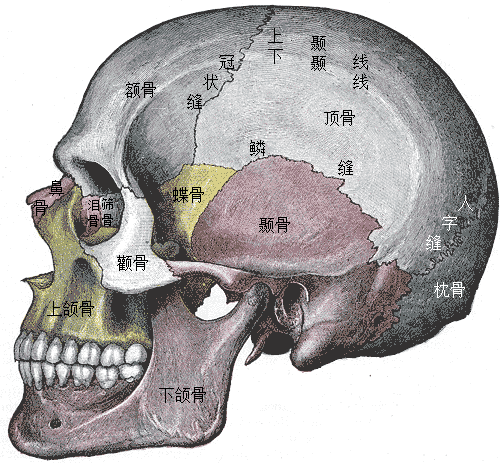
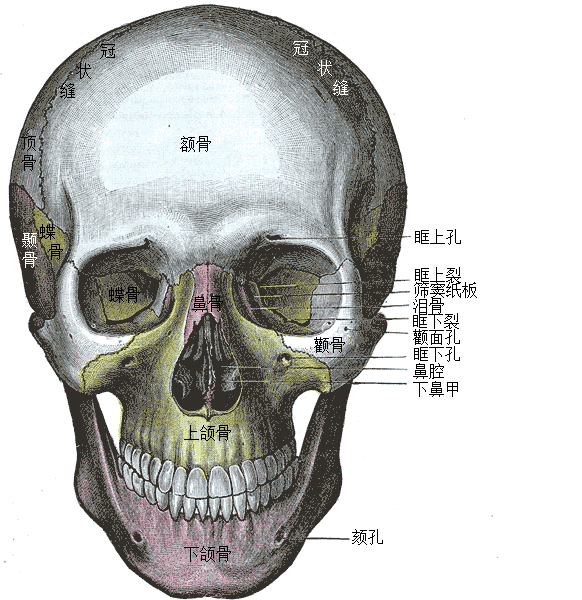
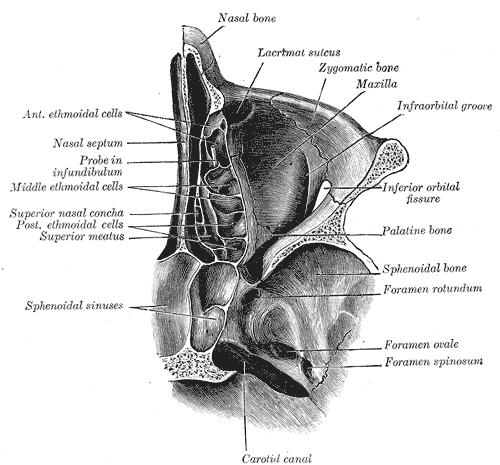
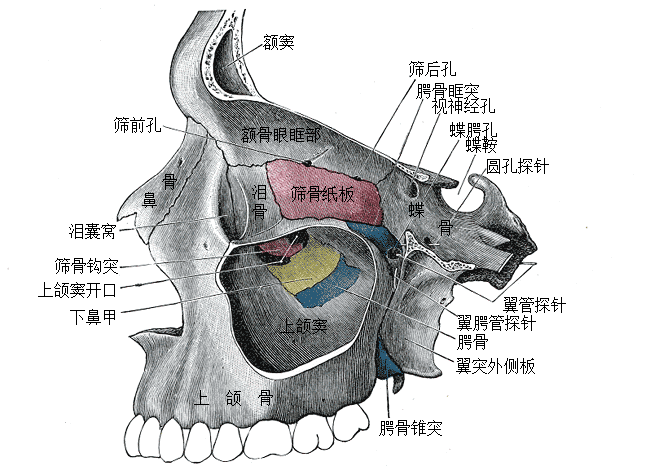
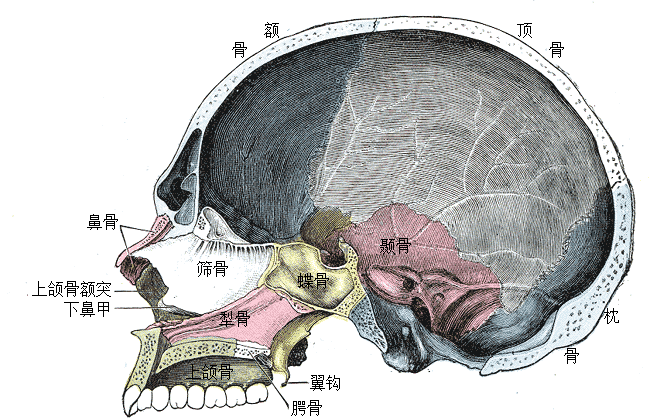
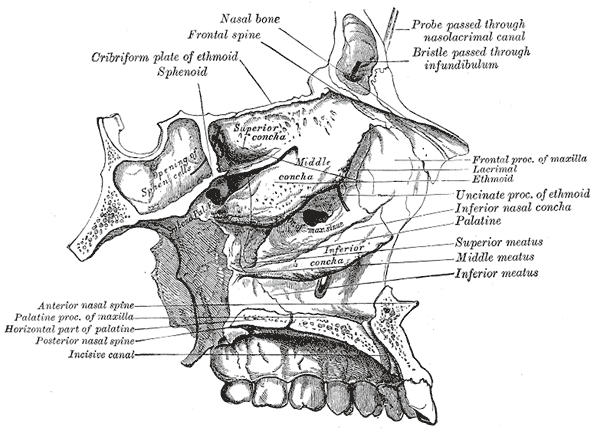
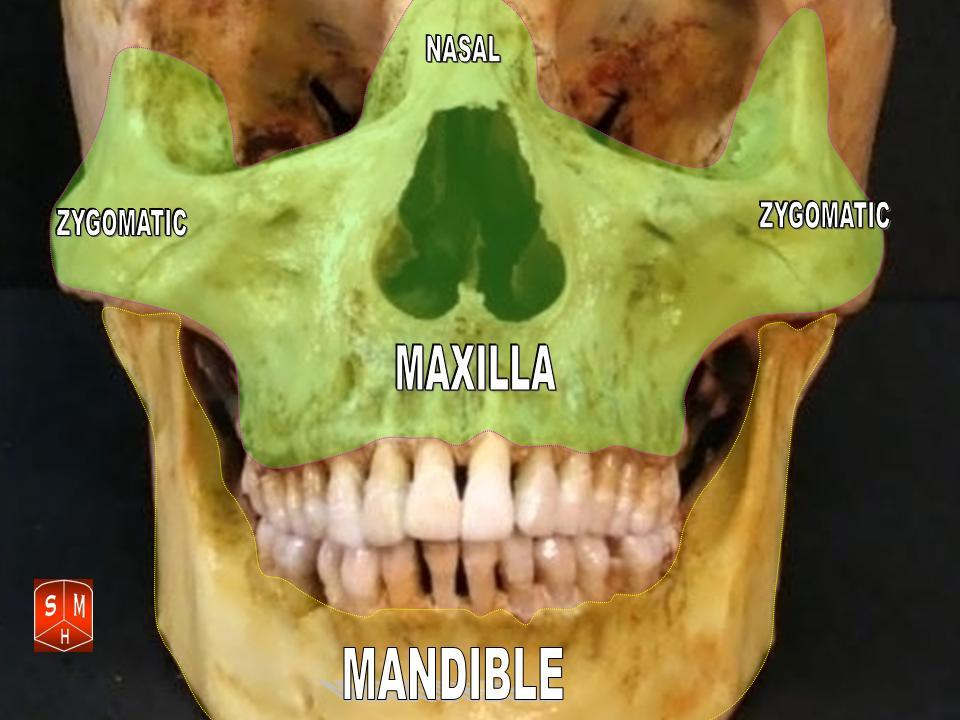
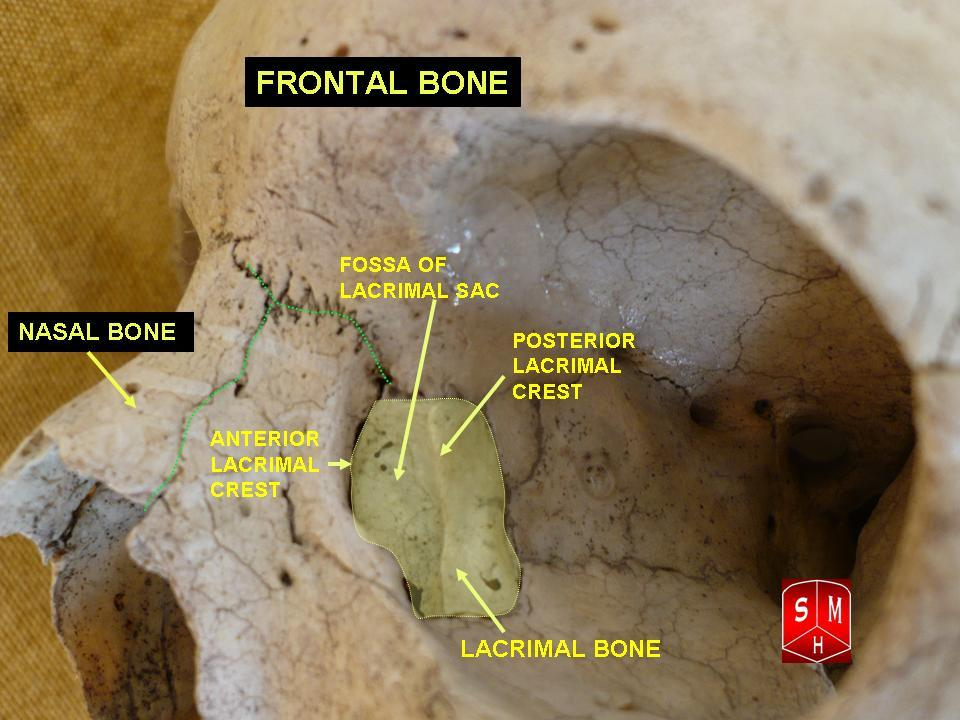
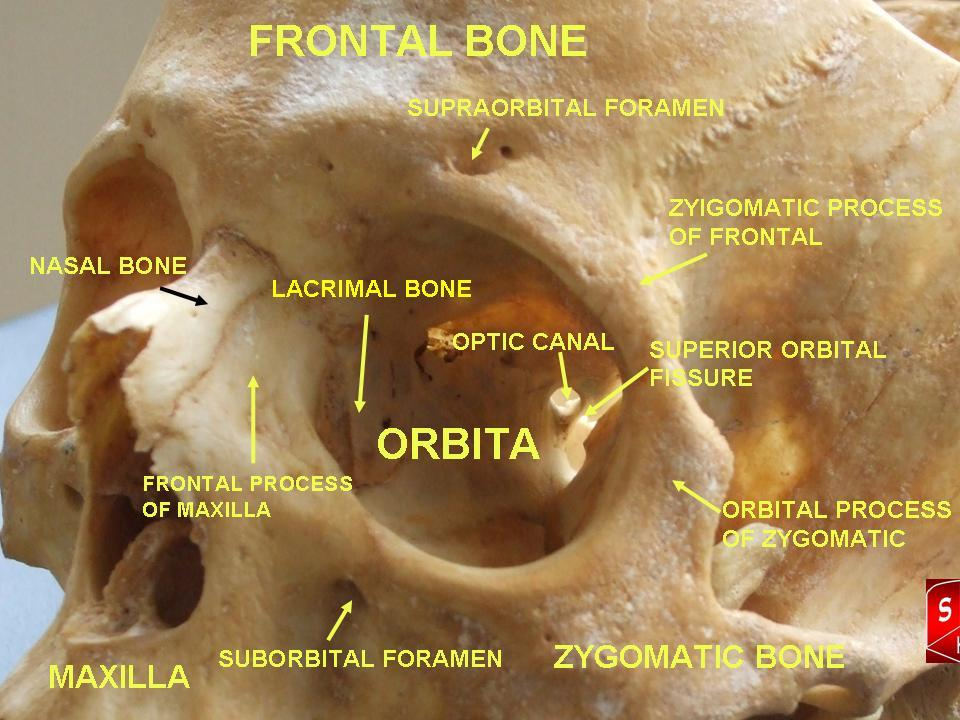
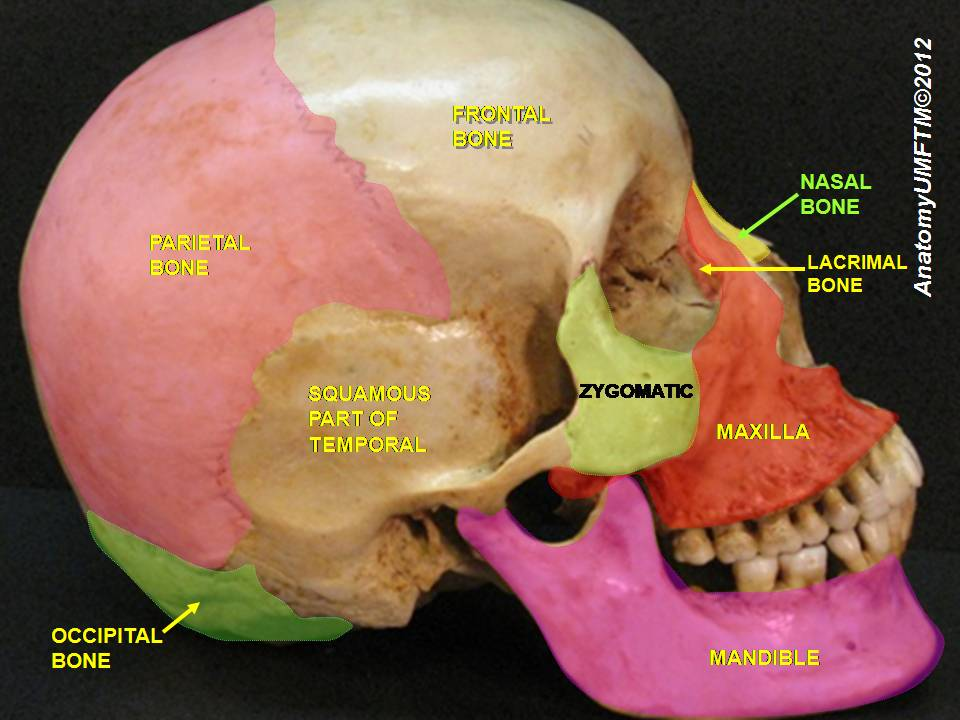
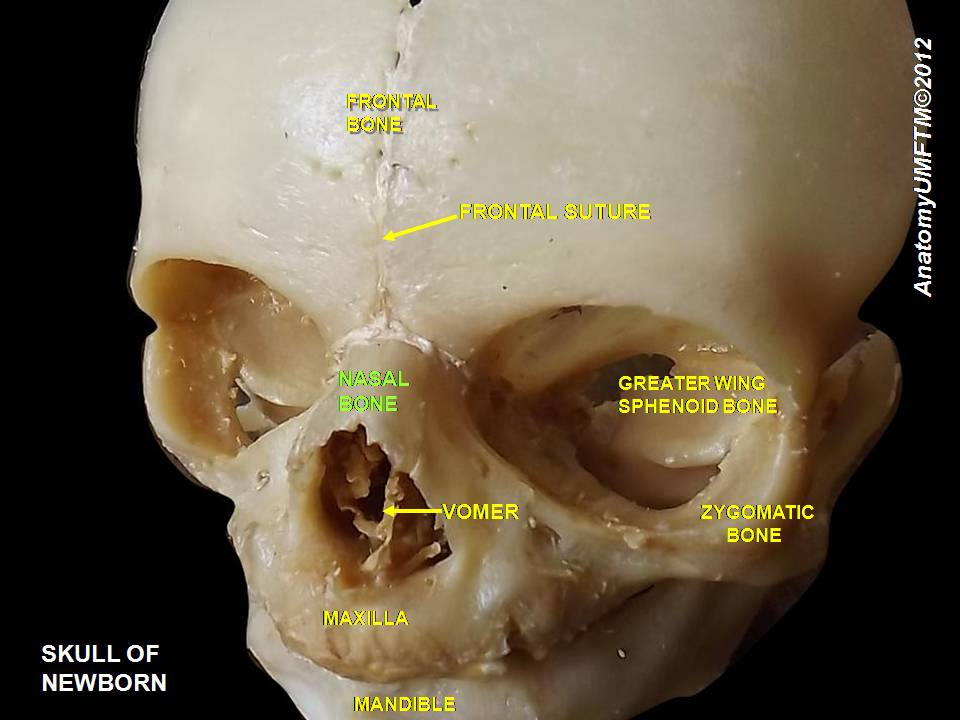

## 外部連結
- 解剖學(Anatomy)-nasal bone(鼻骨) （页面存档备份，存于）